# Daihatsu Rocky
La Daihatsu Rocky è un fuoristrada costruito dalla Daihatsu tra il 1984 e il 2002. La Rocky era chiamata Rugger e Wildcat in alcuni mercati, Fourtrak in Gran Bretagna.
Il Rocky ha sostituito il Taft, ma in Indonesia, il Daihatsu Rocky è ancora oggi commercializzato come Daihatsu Taft GT.
Venne commercializzata in versione a passo corto e lungo con motori diesel e benzina.

## Prima Serie
La prima serie fu venduta dal 1984 al 1993 in queste versioni:
- F80 BENZINA (3.77 m)
- F70 diesel e turbodiesel (3.77 m)
- F75 diesel e turbodiesel a passo allungato (4.1 m)

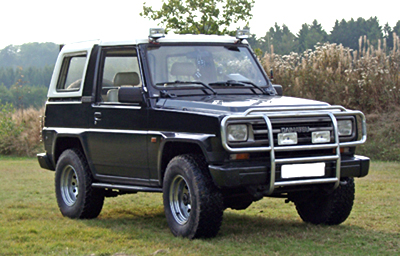
Rocky F70

## Seconda Serie
La seconda serie fu venduta dal 1993 al 2002.

## Modelli derivati
Nel 1989 la Bertone ne costruì una variante sulla base della versione a passo lungo chiamata Bertone Freeclimber.